# يان دوز
يان دوز (بالإنجليزية: Ian Dawes)‏ (22 فبراير 1963 في المملكة المتحدة - ) هو لاعب كرة قدم بريطاني في مركز الدفاع. لعب مع كوينز بارك رينجرز.

## وصلات خارجية
- يان دوز على موقع قاعدة بيانات كرة القدم.إي يو (الإنجليزية)